# 小津と私たち
『小津と私たち』（おづとわたしたち、仏語：Ozu et nous）は、フランスの現代作家ナタリー・アズーレ（Nathalie Azoulai）が、映画批評家で現在フランス映画配給大手のUniFranceの社長であるセルジュ・トゥビアナ（Serge Toubiana〈元Cahier du cinema執筆者、Cinémathéque françaiseの監督〉）との間で行ったメール交換の形式をとった、小津安二郎の映画作品鑑賞記。2人の共著となっている。アズーレは本書を日本滞在中に刊行している。2021年、フランスのArléa社から出版。

## 内容
本書には、戦前の1930年代に撮られた無声映画から戦後1960年代初めまでの小津映画54作品のうち21作品に関する鑑賞記が収められている。
対象となった作品は、終戦以前公開が8本（『東京の合唱』(1931年)、『大人の見る繪本 生れてはみたけれど』（1932年）『青春の夢いまいづこ』（1932年）、『東京の女』（1933年）、『浮草物語』（1934年）、『東京の宿』（1935年）、『一人息子 』（1936年）、『父ありき』（1942年））、戦後公開が13本（『長屋紳士録』（1947年）、『晩春』（1949年）、『麦秋』（1951年）、『お茶漬の味』（1952年）、『東京物語』（1953年）、『早春』（1956年）、『東京暮色』（1957年）、『彼岸花』（1958年）、『お早う』（1959年）、『浮草』（1959年）、『秋日和』（1960年）、『小早川家の秋』（1961年）、『秋刀魚の味』（1962年））である。
本作品は、主としてフランス人作家アズーレ（と、往復書簡の相手であるトゥビアナ）の小津作品を通じての日本の伝統文化・価値（とその破壊）、社会構造（家族、結婚制度、工業化、都市と地方の格差など）の発見・考察の旅といった色合いが濃い。例えば、『晩春』（1949年）において、寡夫の父親周吉（笠智衆）と暮らす一人娘の紀子（原節子）が、父を思う故に、なかなか嫁に行かず、しかも父と同じ部屋で寝ているというシーンは、フランス人の感覚では理解しがたいと述べている（原書92頁）。また本書は、従来の小津作品について言われてきたことに加えて、フランス的な視点でのコメントが加えられている点（俳優ジャン・マレーへの参照や、ジャン・ルノワール、フランソワ・トリュフォーといったフランス映画監督による諸作品との比較）がユニークである。
また、小津映画が持つ様々な表象に関して、随所にロラン・バルト的な記号解読を試みている。一例として、作家は小津映画のタイトルが季節感を盛り込んだものが多く採用され、それも、各季節について微妙なprécoce（早すぎる）とかtardif（遅れている）とか特別なニュアンスを付け加えている点（これは翻訳の問題ともいえるが）について、興味深い感想を述べている。
『この映画（=ここでは『麦秋』）がフランス語でÉté précoce（初夏）と呼ばれるのはなぜだろう。同様に、季節をタイトルとする多くの作品に「遅い」「早い」といったニュアンスをつけている。フランス語の翻訳が忠実であるなら、こうした日本語のタイトルは何を意味するのだろう。これらの季節の重なりあいは、明瞭に区分けできない時間、はっきりしているようではっきりせず、混乱をまねくようなサイクル、魂の天候的な混乱、まるで魂の季節が自然の季節を尊重しないかのようなサイクルについて語っているようにしか見えない。こうしたタイミングの悪い遅れや、前倒しに対する反応は、もし夏が早すぎる場合は、それは私たちがそんなに早く夏が来るとは思っていなかったからなのか。それにしてもそれは良い知らせなのか悪い知らせなのか、私にはわからない。』（原書21頁）

## 書誌情報
- 『Ozu et nous』、ナタリー・アズーレ、Arléa、2021年、ISBN 9782363082763[1][2]